# Lluís Pino
Lluís Pino Vera (nacido el 13 de agosto de 1985 en Barcelona, Cataluña) es un entrenador español de baloncesto. Actualmente entrena al Huracanes de Tampico  en la LNBP .

## Etapa como entrenador
Lluís comenzó su carrera como asistente en el CB Monzón y el AEC Collblanc entre 2009 y 2013 y realizando estancias con Cleveland Cavaliers.
En 2013 firma por el Huracanes de Tampico como asistente de Edu Torres y consiguieron que Huracanes fuese uno de los equipos clasificados a los playoffs de la LNBP en una temporada con gran cantidad de técnicos españoles en los banquillos.
En la siguiente temporada, continuaría como entrenador ayudante en Huracanes de Tampico, aunque Edu Torres se marchara a entrenar a China.
En enero de 2015, tras la destitución del "Pompis" González, Lluis asciende al puesto de entrenador principal.
Unos meses después, firma con el Panteras de Miranda de la Liga Profesional de Baloncesto de Venezuela, donde acaba la temporada 2015 y se gana la renovación para la siguiente. En marzo de 2016, deja de ser entrenador de Panteras de Miranda.
Posteriormente, pasó dos años en Austria con UBSC Graz y Oberwart Gunners, una corta experiencia en Hong Kong y un reciente paso en 2018 por Marinos de Anzoátegui, haciéndose carga de un equipo plagado de jóvenes tras la sanción FIBA que sigue pesando sobre el Acorazado Oriental.
En septiembre de 2018, tras tener una posibilidad de llegar como asistente en Lleida, Pino vuelve a Tampico para el regreso de la franquicia de Huracanes a la LNBP.

## Trayectoria deportiva
- 2008-09: Cosehisa Monzón (Preparador Físico) - EBA Grupo C 2008/09 [8.º]
- 2011-12 :AEC Collblanc La Torrassa (Preparador Físico) - EBA Grupo C 2011/12 [8.º]
- 2012-13 Aracena-AEC Collblanc (Preparador Físico) - EBA Grupo C 2012/13 [3.º]
- 2014: Huracanes de Tampico (Entrenador Ayudante de Edu Torres)
- 2015: Huracanes de Tampico
- 2015-16: Panteras de Miranda
- 2016-17: UBSC Raiffeisen Graz. Admiral Basketball Bundesliga
- 2017: Hong Kong Eastern Long Lion
- 2017-18: Oberwart Gunners. Admiral Basketball Bundesliga
- 2018: Marinos de Anzoátegui. Liga Profesional de Baloncesto de Venezuela
- 2018-Actualidad: Huracanes de Tampico